# Stoosh
Stoosh è il secondo album in studio del gruppo musicale britannico Skunk Anansie, pubblicato il 7 ottobre 1996 dalla One Little Indian.

## Tracce
1. Yes It's Fucking Political – 3:51
2. All I Want – 3:52
3. She's My Heroine – 5:03
4. Infidelity (Only You) – 6:00
5. Hedonism (Just Because You Feel Good) – 3:29
6. Twisted (Everyday Hurts) – 4:13
7. We Love Your Apathy – 5:11
8. Brazen (Weep) – 4:38
9. Pickin' on Me – 3:18
10. Milk Is My Sugar – 3:48
11. Glorious Pop Song – 4:18

## Formazione
- Skin – voce, theremin
- Ace – chitarra
- Cass Lewis – basso
- Mark Richardson – batteria, percussioni

## Classifiche
| Classifica (1996) | Posizione massima |
| ----------------- | ----------------- |
| Australia         | 37                |
| Austria           | 6                 |
| Belgio (Fiandre)  | 14                |
| Belgio (Vallonia) | 22                |
| Finlandia         | 11                |
| Francia           | 31                |
| Germania          | 11                |
| Norvegia          | 8                 |
| Paesi Bassi       | 5                 |
| Regno Unito       | 9                 |
| Svezia            | 18                |
| Svizzera          | 8                 |
| Classifica (1997) | Posizione massima |
| Italia            | 13                |